# Pflanzgröße
Die Pflanzgröße beschreibt die Größe der Bäume, normiert in Baumschulqualitäten, die bei Neupflanzungen oder Baumnachpflanzungen festgelegt wird.
Ein Baum, der einen Stamm hat, wird als Hochstamm bezeichnet, wenn dessen sichtbare Wuchsform sich in zwei Meter Höhe verzweigt. Beispiel: Tilia cordata H, 3 × v, 16-18, mB beschreibt eine Winter-Linde mit einem Erdballen an den Wurzeln. Der Baum hat einen Stamm (H = Hochstamm), dessen Umfang in 1 Meter Höhe zwischen 16 und 18 cm beträgt (16–18).
3x v bedeutet hier, dass der Baum bereits 3 mal verschult (umgepflanzt) wurde, das ist ein Qualitätsmerkmal, da der dabei erfolgende Wurzelschnitt die Wahrscheinlichkeit des erfolgreichen Anwachsens erhöht.
Einige Städte und Gemeinden geben Mindestpflanzgrößen für ihre Straßenbäume vor. Da die Straßenbäume eine geringe Lebenserwartung haben, sollten sie in einer Mindestgröße gepflanzt werden, um gleich wichtige Funktionen übernehmen zu können. Fehlen Vorgaben, so sollte ein Stammumfang von mindestens 16-18 cm gewählt werden, da die Standortbedingungen an Straßen meist pflanzenfeindlich sind. Die Pflanzgröße wird im Pflanzgebot festgelegt.